# Johann Albrecht Bengel
Johann Albrecht Bengel (ur. 24 czerwca 1687 w Winnenden, zm. 2 listopada 1752 w Stuttgarcie) – niemiecki duchowny i teolog luterański.
Johann Albrecht Bengel studiował na Uniwersytecie w Tybindze, gdzie poświęcił się głównie studiom Pisma Świętego, interesował się także filozofią, a zwłaszcza myślą Spinozy. Przez rok był wikarym w Metzingen, w 1708 roku rozpoczął ponowne studia teologiczne w Tybindze i w 1713 roku został profesorem seminarium duchownego w Denkendorfie. W tymże roku podróżował po Niemczech, odwiedzając różne szkoły, w tym jezuickie, i poznawał metody edukacyjne. Opracowywał wydania krytyczne tekstów twórców antycznych, jednak jego głównym polem działalności były studia nad Nowym Testamentem. Analizował dostępne mu wydania tekstu, rękopisy i przekłady, a w 1734 roku opublikował dzieło Apparatus criticus, które było prekursorskie wobec nowoczesnej krytyki tekstu Nowego Testamentu. Uznawał zasadę, według której należało preferować trudniejszy wariant tekstowy. Napisał też dzieło Gnomon Novi Testamenti (Tübingen, 1742) poświęcone egzegezie Nowego Testamentu.
W 1741 roku został prałatem Herbrechtingen, w 1749 roku członkiem konsystorza i prałatem Alpirspach, z siedzibą w Stuttgarcie. W 1751 roku został doktorem honorowym Uniwersytetu w Tybindze.
Wyznaczył datę końca świata na 18 czerwca 1836 roku (tego dnia miało się rozpocząć tysiącletnie królestwo).